# Цикламен
Цикламе́н, или Дря́ква, или Альпи́йская фиа́лка (лат. Cýclamen) — род растений подсемейства Мирсиновые (Myrsinoideae) семейства Первоцветные (Primulaceae).

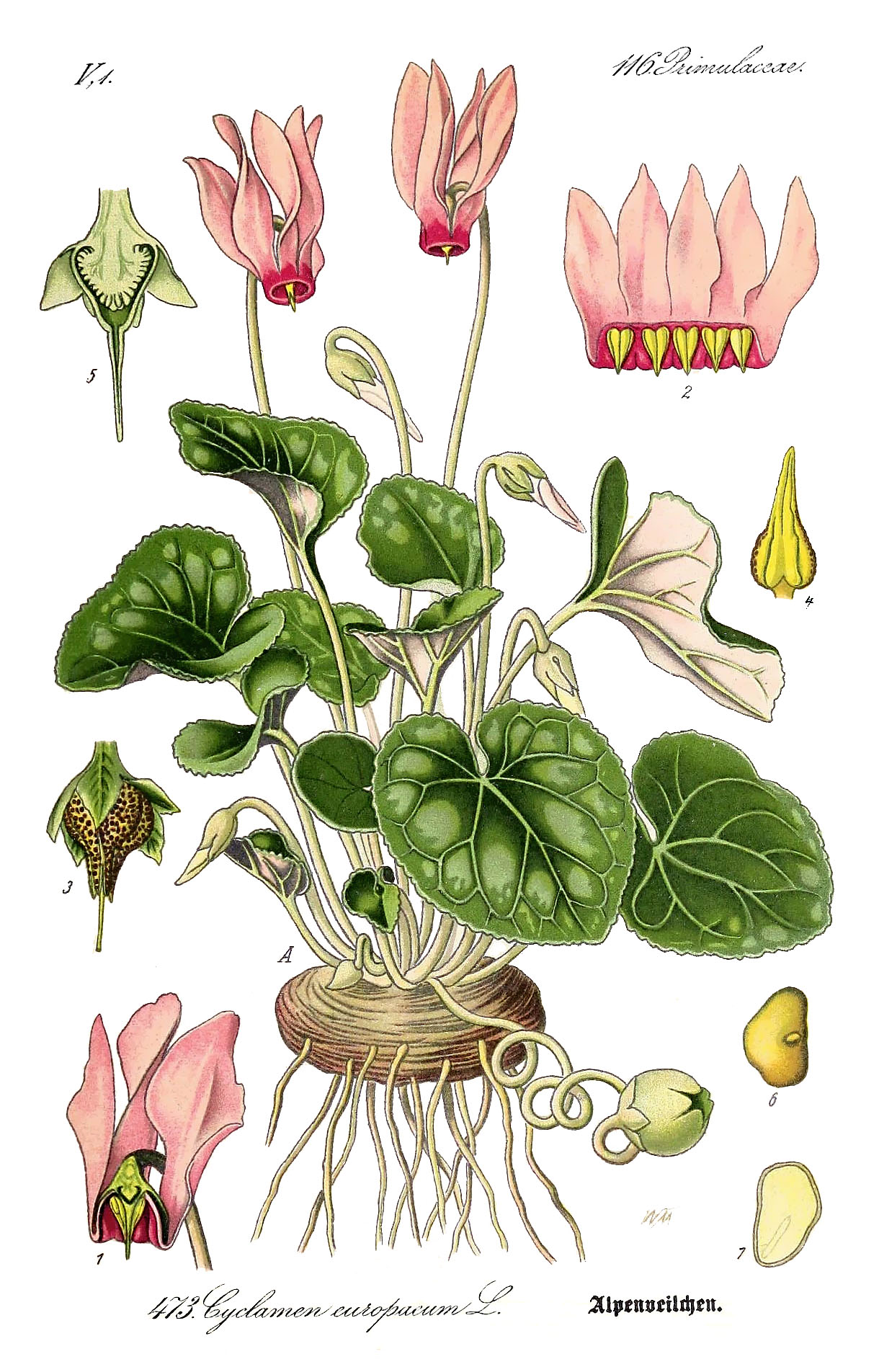
Cyclamen purpurascens.

## Распространение
Виды рода Цикламен — многолетние травянистые растения, распространены в Средиземноморье; от Испании на западе до Ирана на востоке, а также в Северо-Восточной Африке, включая Сомали.

## Ботаническое описание
Растение состоит из подземного толстого клубня, короткого подземного стебля и надземных, сердцевидных, яйцевидных или почковидных листьев, растущих от основания. Цветки одиночные, посажены на длинные (около 30 см) цветоножки, скручивающиеся спирально после цветения. Цветок правильный, с колокольчатою, пятираздельною чашечкою и пятираздельным венчиком, белым, розовым или пурпурным; доли венчика отогнуты назад; тычинок 5, не выдающихся из трубочки венчика; нити у них широкие, короткие, прикрепленные к основанию трубочки венчика. Пестик один. Плод шарообразная коробочка, многосеменная, вскрывающаяся створками.

## Значение и применение
Некоторые виды используют как садовые и комнатные красивоцветущие растения.
Экстракт цикламена используется в медицине для лечения синуситов как местнораздражающее средство — он входит в состав лекарственного препарата Синуфорте.

## Требования культуры
Цикламен достаточно неприхотлив, предпочитает прохладу до +15°С и не любят прямое солнечное освещение. 
При повышении температуры до 25 градусов может впасть в спячку. Цветение продлится дольше, если найти самое прохладное и светлое место. Для выращивания подойдут окна восточной и западной ориентации. Альпийская фиалка не любит сырости, но во время цветения требует стабильного умеренного полива. После бурного цветения наступает период покоя, в это время следует исключить все подкормки и снизить полив. При посадке следует выбирать горшки на 2 см шире корневой системы, в крупной посуде цветение будет скудным.

## Список видов
По информации базы данных The Plant List, род включает 20 видов:
- Cyclamen africanum Boiss. & Reut.
- Cyclamen alpinum Dammann ex Spreng.
- Cyclamen balearicum Willk.
- Cyclamen cilicium Boiss. & Heldr.
- Cyclamen colchicum (Albov) Correvon
- Cyclamen coum Mill. — Дряква косская
- Cyclamen creticum (Dörfl.) Hildebr.
- Cyclamen cyprium Kotschy — Цикламен кипрский
- Cyclamen graecum Link
- Cyclamen hederifolium Aiton
- Cyclamen intaminatum (Meikle) Grey-Wilson
- Cyclamen libanoticum Hildebr.
- Cyclamen mirabile Hildebr.
- Cyclamen parviflorum Pobed.
- Cyclamen persicum Mill. — Цикламен персидский
- Cyclamen pseudibericum Hildebr.
- Cyclamen purpurascens Mill. typus
- Cyclamen repandum Sm.
- Cyclamen rohlfsianum Asch.
- Cyclamen somalense Thulin & Warfa